# Збірна Ірландії з регбі
Збірна Ірландії з регбі — спортивна команда, що представляє острів Ірландія в міжнародних змаганнях з регбі за правилами Регбійного союзу. Збірна Ірландії є представником саме острова, а не Республіки Ірландія, і за неї виступають також гравці з Північної Ірландії.
Збірна Ірландії щороку бере участь Турнірі шести націй. Станом на березень 2015 вона вигравала це престижне європейське змагання 14 разів (1894, 1896, 1899, 1935, 1948, 1949, 1951, 1974, 1982, 1985, 2009, 2014, 2015, 2018). Команда була учасницею всіх семи Кубків світу, і п'ять разів доходила до чвертьфіналу. Найвища позиція команди в світовому рейтингу IRB — третє місце. Його команда досягала в 2003 та 2006 роках.
Емблемою команди є зелений трилисник, який обрамляє регбійний м'яч. Команда грає в зелено-білій формі. При цьому перед іграми збірної виконується не офіційний гімн Ірландії, а інший твір - Ireland's call, обраний Ірландським регбійним союзом.